# Чавес, Андрес Элисео
Андрес Элисео Чавес (исп. Andrés Eliseo Chávez; род. 21 марта 1991[…], Буэнос-Айрес) — аргентинский футболист, нападающий греческого клуба «Ламия».

## Биография
Чавес — воспитанник клуба «Банфилд». 19 июня 2011 года в матче против «Сан-Лоренсо» он дебютировал в аргентинской Примере. 26 февраля 2012 года в поединке против «Расинга» из Авельнеды Андрес забил свой первый гол, реализовав пенальти. В том же году «Банфилд» вылетел в Примеру B, но через два сезона Чавес помог команде вернуться в элиту, забив 31 гол.
Летом 2014 года Андерс перешёл в «Бока Хуниорс». Сумма трансфера составила 1,6 млн евро. 10 августа в матче против «Ньюэллс Олд Бойз» он дебютировал за клуб. 31 августа в поединке против «Велес Сарсфилд» Чавес забил свой первый гол за «Боку». В 2015 году он помог клубу выиграть чемпионат и завоевать Кубок Аргентины.
28 июля 2016 года Андрес был отдан в годичную аренду в бразильский «Сан-Паулу». 31 июля в матче против «Шапекоэнсе» он дебютировал в бразильской Серии A. 5 августа в поединке против «Атлетико Минейро» он забил свой первый гол за «Сан-Паулу».
Летом 2017 года Чавес перешёл в греческий «Панатинаикос». 20 августа в матче против «Платаньяса» он дебютировал в греческой Суперлиге. В этом же поединке Андрес забил свой первый гол за «Панатинаикос». В начале 2018 года Чавес вернулся в Аргентину, подписав контракт с клубом «Уракан».
16 января 2018 года подписал контракт с «Ураканом».

## Достижения
«Банфилд»
- Примера B — 2014

 «Бока Хуниорс»
- Чемпионат Аргентины по футболу — 2015
- Обладатель Кубка Аргентины — 2014/15